# Бельберо
Бельберо́ (фр. Belberaud, окс. Bèlberaud) — коммуна во Франции, находится в регионе Юг — Пиренеи. Департамент — Верхняя Гаронна. Входит в состав кантона Монжискар. Округ коммуны — Тулуза.
Код INSEE коммуны — 31057.

## География
Коммуна расположена приблизительно в 600 км к югу от Парижа, в 15 км к юго-востоку от Тулузы.
На юго-востоке коммуны протекает небольшая река Пасет (фр. Passet).

## Климат
Климат умеренно-океанический. Зима мягкая и снежная, весна характеризуется сильными дождями и грозами, лето сухое и жаркое, осень солнечная. Преобладают сильные юго-восточные и северо-западные ветры.

## Население
Население коммуны на 2010 год составляло 1273 человека.
| 1962 | 1968 | 1975 | 1982 | 1990 | 1999 | 2010 |
| ---- | ---- | ---- | ---- | ---- | ---- | ---- |
| 243  | 230  | 377  | 495  | 612  | 1124 | 1273 |

## Экономика
В 2010 году среди 813 человек трудоспособного возраста (15—64 лет) 593 были экономически активными, 220 — неактивными (показатель активности — 72,9 %, в 1999 году было 76,6 %). Из 593 активных жителей работали 563 человека (292 мужчины и 271 женщина), безработных было 30 (11 мужчин и 19 женщин). Среди 220 неактивных 118 человек были учениками или студентами, 59 — пенсионерами, 43 были неактивными по другим причинам.

## Достопримечательности
- Церковь Св. Иоанна Крестителя (XII век). Исторический памятник с 1995 года[4]

## Фотогалерея

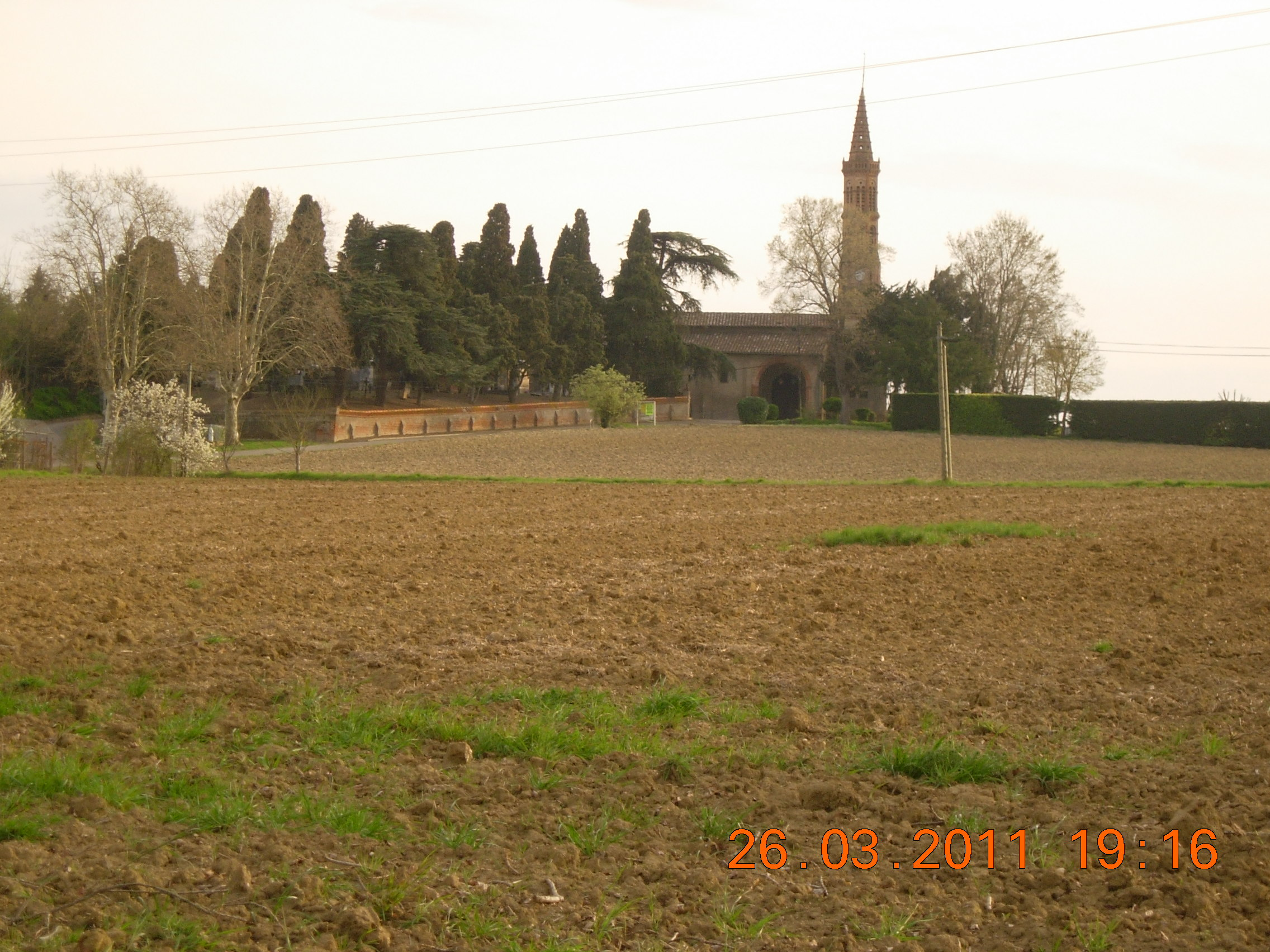
Церковь Св. Иоанна Крестителя
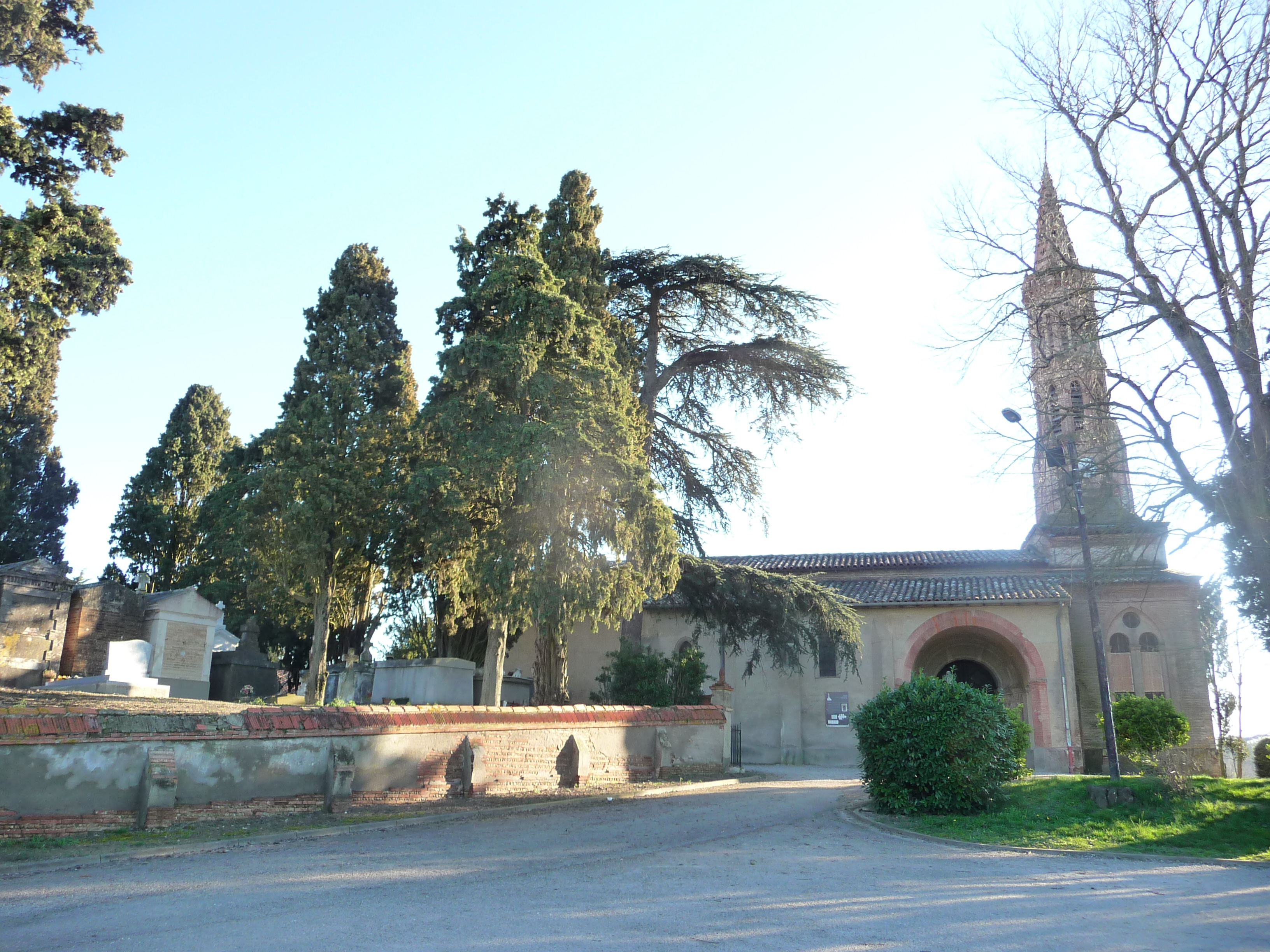
Церковь Св. Иоанна Крестителя
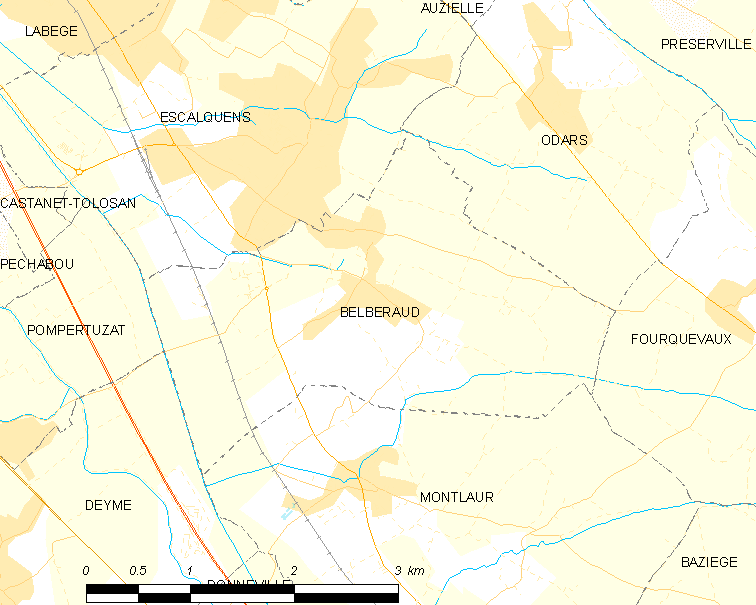
Карта коммуны